# Korthalsia scaphigeroides
Korthalsia scaphigeroides är en enhjärtbladig växtart som beskrevs av Odoardo Beccari. Korthalsia scaphigeroides ingår i släktet Korthalsia och familjen Arecaceae.
Artens utbredningsområde är Filippinerna. Inga underarter finns listade i Catalogue of Life.